# Tapeinosperma borneense
Tapeinosperma borneense är en viveväxtart som beskrevs av Philipson. Tapeinosperma borneense ingår i släktet Tapeinosperma och familjen viveväxter. Inga underarter finns listade i Catalogue of Life.